# 신의 눈

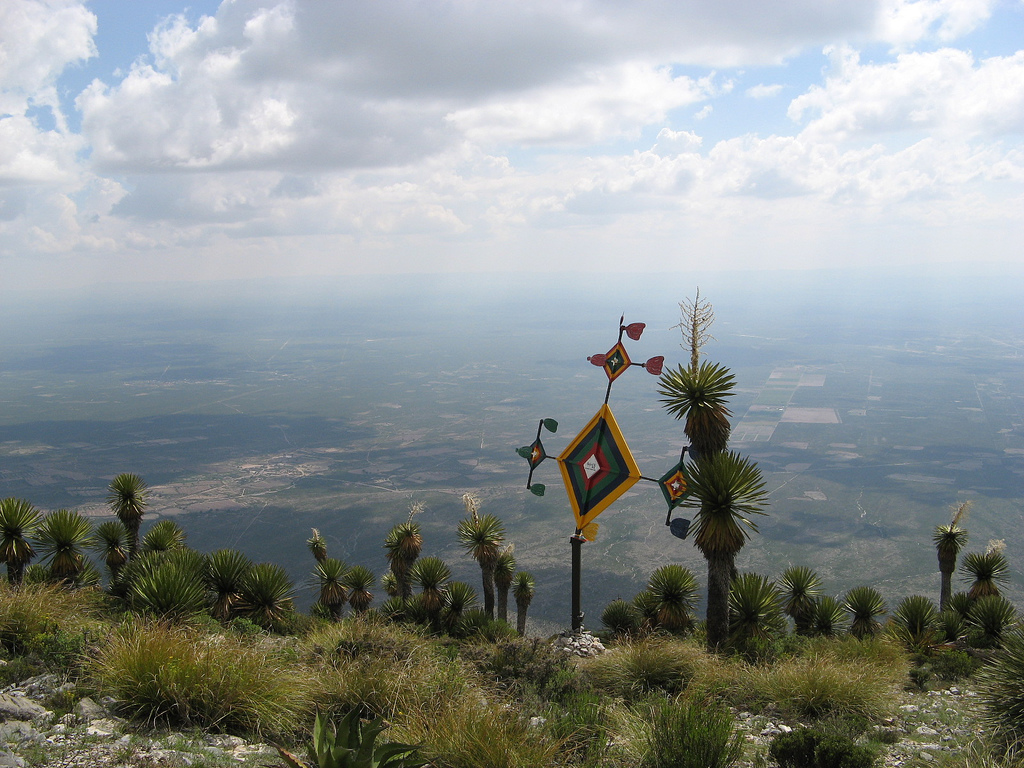
멕시코 산루이스포토시주 케마도 산에 있는 신의 눈 또는 오호 데 디오스

신의 눈 또는 오호 데 디오스는 (God's eye, 스페인어로 Ojo de Dios)은 나무 십자가에 실로 무늬를 짜서 만든 영적이고 봉헌적인 물건이다. 종종 여러 가지 색상이 사용된다. 신의 눈은 멕시코인와 멕시코계 미국인 사회에서 원주민과 카톨릭 신도 모두에게서 흔히 볼 수 있다.

## 니에리카, 니엘리카

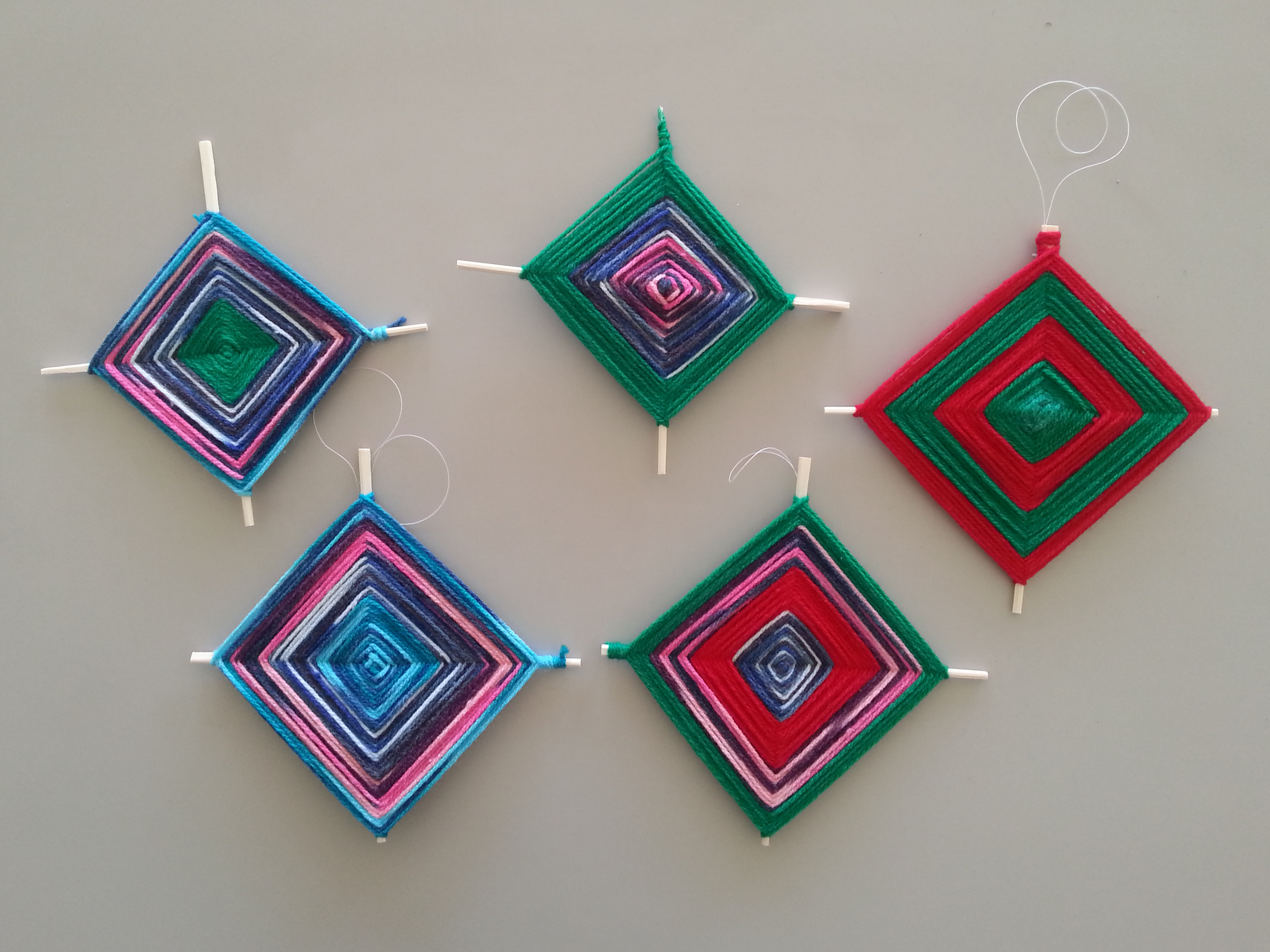
젓가락과 실로 만든 오호 데 디오스

## 같이 보기
- 드림캐처
- 나자르 본주우